# Taça Rosa de 2020
A Taça de Rosa "Muki" Bonaparte de 2020 foi a primeira edição da Supertaça Timorense de Futebol Feminino. Foi realizada no mês de dezembro pela Federação de Futebol de Timor-Leste.

## Equipes Participantes
Classificaram-se para a Supertaça as 4 equipes melhores colocadas na Liga Feto Timor de 2020, o campeonato nacional de futebol feminino.
| Clube                   | Qualificação                           | Participação |
| ----------------------- | -------------------------------------- | ------------ |
| F.C. Buibere            | Campeã da Liga Feto Timor de 2020      | 1ª           |
| Maranatha FC            | Vice-campeã da Liga Feto Timor de 2020 | 1ª           |
| S'Amuser FC             | 3º lugar na Liga Feto Timor de 2020    | 1ª           |
| Sport Laulara e Benfica | 4º lugar na Liga Feto Timor de 2020    | 1ª           |

## Partidas
As partidas da taça foram realizadas entre 16 e 20 de dezembro, em sistema eliminatório (partidas únicas). Todos os jogos foram realizados no Estádio Municipal de Dili.
|  | Semifinal            | Semifinal  |   |  | Final                | Final |  |
|  |                      |            |   |  |                      |       |  |
|  | Díli, 16 de dezembro |            |   |  |                      |       |  |
|  | Buibere              | 2          |   |  |                      |       |  |
|  | Maranatha            | 1          |   |  |                      |       |  |
|  |                      |            |   |  |                      |       |  |
|  |                      |            |   |  | Díli, 20 de dezembro |       |  |
|  |                      |            |   |  | Buibere              | 1     |  |
|  |                      | SL Benfica | 0 |  |                      |       |  |
|  |                      |            |   |  |                      |       |  |
|  |                      |            |   |  |                      |       |  |
|  |                      |            |   |  |                      |       |  |
|  | Díli, 17 de dezembro |            |   |  |                      |       |  |
|  | SL Benfica           | 4          |   |  |                      |       |  |
|  | S'Amuser             | 0          |   |  |                      |       |  |

### Partida Final
| 20 de dezembro de 2020 | Buibere   | 1 - 0     | SL Benfica | Estádio Municipal de Dili |
| 16:00 UTC+9            | Nilda 13' | Relatório |            |                           |

## Premiação
| Supertaça Timorense de Futebol Feminino de 2020 |
| Timor-Leste                                     |
| ----------------------------------------------- |
| F.C. Buibere Campeão (1º título)                |